# Pollenia insularis
Pollenia insularis är en tvåvingeart som beskrevs av Dear 1986. Pollenia insularis ingår i släktet vindsflugor, och familjen spyflugor. Inga underarter finns listade i Catalogue of Life.